# Braco italiano
El bracco italiano es una raza de perro de caza, oriunda del norte de Italia, junto con el spinone italiano es una de las dos razas de muestra nacionales.
Existían dos variedades, cada una con su estándar: una de bracos ligeros más adaptados a la montaña y otra de perros pesados más adaptados a la llanura. Hoy la raza es una y su estándar fue decidido en 1949 por la Sociedad de Amigos del Braco Italiano en la ciudad italiana de Lodi.

## Historia
El braco italiano pertenece a un tipo de perros de muestra que surgió en la Baja Edad Media en la cuenca mediterránea como fruto de la selección de perros de rastro que no latían y que eran entrenados para mostrar fundamentalmente perdices y codornices. Posteriormente evolucionó en lo que se llamó el "cane da rete" (perro de red), ya que quedaba inmóvil ante las piezas que eran capturadas cubriendo el terreno con una red. Las referencias más antiguas a este tipo de perro podemos encontrarlas en Brunetto Latini y Alberto Magno, pero un sinfín de tratados lo describen hasta el siglo XIX. Con la introducción de los perros de muestra ingleses, sufrió un descenso en la cría y la elección como perro de muestra, como ocurrió con razas similares como el perdiguero de Burgos o el pachón en España, hasta llegar a la casi desaparición en la Segunda Guerra Mundial. Se salvó de la extinción gracias, entre otros, al trabajo realizado por el destacado criador y juez internacional de perros Paolo Ciceri, quien antes y después de la Segunda Guerra Mundial realizó un trabajo profundo con la raza para mantener el estándar escrito por Solaro. El Commendatore Ciceri fue presidente y uno de los fundadores de S.A.B.I y es considerado padre del Bracco Italiano, produjo muchos ejemplares con el afijo dei Ronchi. Algunos de sus ejemplares fueron introducidos en América por su hijo Giancarlo Ciceri. Otro de los pasos importantes en la selección y mejora de la raza lo dio Cesare Bonasegale con su afijo "del Boscaccio", que produjo una gran cantidad de campeones en el último cuarto del siglo XX, entre ellos Lord del Boscaccio y Galantuom del Boscaccio y produciendo sujetos de gran pasión, mayor ligereza corporal y manteniendo una tipicidad importante en la cabeza. En las últimas décadas fruto del trabajo de los criadores y entusiastas del bracco italiano la raza ha dado pasos importantes y se ha convertido en un perro muy competente en la caza, con una sólida muestra y con resultados importantes en pruebas mixtas de razas continentales. Algunos perros que se encuentran en los pedegrees de casi todos los braccos italianos y dieron un importante empuje al bracco italiano son Tabar di Cascina Merigo, Tano dell'Asolano y su nieto Titano del Trovese, habría que citar como grandes contribuidores a la raza también a Peppe dei Sanchi, Xeres delle Terre Aliane, Pauso dei Bricchi y Agamennone di Cascina Croce. Entre los criadores que han seleccionado el bracco italiano actual tenemos que citar a Luigino Bottani con su afijo di Villa Carla, los hermanos Francesco, Walter y Antonio Sanchi con su afijo "dei Sanchi", Paolo Bergamin con su afijo "dell'Asolano" y Renato Gritti con su afijo "di Cascina Croce".

## Difusión y estado actual de la raza
En Italia se inscriben una media de 700 cachorros al año a la ENCI, lo que indica una situación mejor que la de razas similares como las españolas perdiguero de Burgos o pachón navarro, pero muy inferior al de otras razas de muestra continentales como el epagneul breton o el braco alemán. Gran parte de los cachorros que nacen al año proceden de afijos clásicos como "dei Sanchi" o "di Cascina Croce", pero hemos de mencionar también afijos más recientes como "Polcevera's" de Maurizio Sodini o "Trebisonda" del recientemente fallecido Giambattista Panchieri. Otros afijos que contribuyen al mantenimiento de la raza son "di Casamassima" de Antonio Lucio Casamassima, "dei Colli Orientali" de Manuel Francesconi y "di Val Ravanaga" de Mauro Nerviani. No obstante, la raza ha salido de Italia y desde hace varias décadas hay varios criadores que la están seleccionando en Hungría, Finlandia, Holanda, Bélgica, Dinamarca, Reino Unido, Portugal, Brasil y EE. UU. En el mundo hispano se han hecho algunas camadas en Colombia y Uruguay. En España, según el testimonio de José Manuel Sanz Timón, el criador Giovanni Dubini trajo braccos italianos en el último cuarto del siglo XX que utilizó cazando en un coto de la provincia de Toledo, pero no se hicieron camadas. En la actualidad la raza ha sido introducida tímidamente en España por Carlos Espí Forcén con su afijo "de arte venandi" gracias a la importación de varios perros de Italia y la utilización de sementales de prestigio en el país de origen de la raza.

## Estándar morfológico
Clasificación A.C.W: Grupo 7
Resumen histórico: Este perro, de origen italiano antiguo y utilizado para la caza de aves, se desarrolló y amoldó con el transcurso de los años; de la caza con redes de antaño, se adaptó a la caza de tiro actual. Los frescos del siglo XIV son testigos de la perennidad indiscutible del Braco Italiano a través de los siglos, tanto en lo que se refiere a su morfología, como a sus aptitudes para la caza como perro de muestra.
Comportamiento: tiene gran resistencia que se adapta a todo género de caza; es serio, está dotado de una excelente capacidad de entendimiento, es dócil y fácil de educar.

### Región Craneal
Cráneo: tiene la forma de un arco muy abierto.
Cabeza: Es angulosa y estrecha a nivel de los arcos cigómaticos y su longitud corresponde a 4/10 de la altura a la cruz; la mitad de su longitud se sitúa en el nivel de una línea que une los ángulos internos de los ojos. Los ejes cráneo-faciales son divergentes de modo que la prolongación imaginaria de la línea superior del hocico pasaría idealmente por la mitad del cráneo. 

### Región Facial
Trufa: Es voluminosa, con las ventanas grandes y bien abiertas. Sobrepasa levemente los labios, con el cual forma un ángulo. Es de color rosa más o menos pálido hasta llegar al color carne o de color marrón como su pelaje.
Hocico: ligeramente acarnerado o recto.
Mandíbula/Dientes: Los arcos dentales están bien adaptados. Los dientes están implantados en ángulo recto con la mandíbula y la articulación de los incisivos es en forma de tijera
Ojos: Son de expresión dulce y sumisa. No son ni hundidos, ni saltones. La amplia abertura palpebral es de forma ovalada. Los párpados se adaptan perfectamente al globo ocular. El color es marrón claro u oscuro dependiendo del color del perro.
Orejas: están bien desarrolladas y la longitud le permite llegar hasta la punta de la nariz aun sin estar estiradas. Su amplitud es por lo menos igual a la mitad de su longitud. Son poco erguidas, de inserción más bien hacia atrás a nivel de la línea cigomática y están relativamente juntas.
Cuello: es fuerte y en forma de cono truncado. En la garganta presenta una papada ligera y sundividida.
Cuerpo: compacto y firme.
Espalda: con una pequeña curvatura y bastante fuerte y desarrollada.
Lomo: es amplia, musculada, corta y ligeramente convexa.
Grupa: 
Pecho: es amplio, profundo y desciende completamente hasta el nivel de los codos.
Cola: es fuerte en la base, recta, de pelo corto, con una leve tendencia a adelgazarse. Cuando el perro esta en movimiento y sobre todo cuando trota la lleva horizontalmente. En algunos países le amputan la cola y le dejan unos 15 a 25 cm.

### Miembros anteriores
Hombros: Robustos, provistos de buenos músculos. Son largos, oblicuos y de movimientos bien libres.
Antebrazo: Vigoroso, bien aplomado, con tendones sólidos y bien separados.
Metacarpo: Está bien proporcionado, es delgado, tiene la longitud adecuada y es ligeramente oblicuo.

### Miembros posteriores
Muslo: Son largos, y de arriba hacia abajo se mantienen bien juntos; son musculados, con un borde posterior casi rectilíneo.
Pierna: robustas y anchas
Corvejón: ancho
Pies: Son firmes, ovalados, con dedos arqueados y juntos provistos de uñas fuertes bien encorvadas hacia el suelo. El color de las uñas es blanco, ocre, o pardo, de un color más o menos oscuro según el color del pelaje; las almohadillas son elásticas y delgadas. 
Movimiento: El trote es alargado y rápido; el empuje de las extremidades posteriores es vigoroso.

### Pejale
Pelo: es corto, unido y reluciente, sobre la cabeza está más pegado a la piel.
Color: blanco, blanco con manchas naranjas o ámbar, blanco con punteado naranja y manchas naranjas (melato), blanco con manchas marrones, blanco con punteado marrón (ruano-marrón). En el marrón es preferible el marrón de tonalidad clara (túnica de fraile) y el marrón con reflejos metálicos.

### Tamaño y peso
Tamaño entre 55 y 67 cm y peso entre 25 y 40 kg en correspondencia con la altura. En las hembras es preferible un tamaño entre 55 y 62 cm y en los machos entre 58 y 67 cm.

### Defectos de la raza
Convergencia de los ejes cráneo-faciales; nariz partida; prognatismo inferior acentuado; prognatismo superior; ojos gazeos; pelaje negro, blanco y negro, tricolor, leonado, color avellana, unicolor, con marcas fuego; albinismo.

## Galería fotográfica

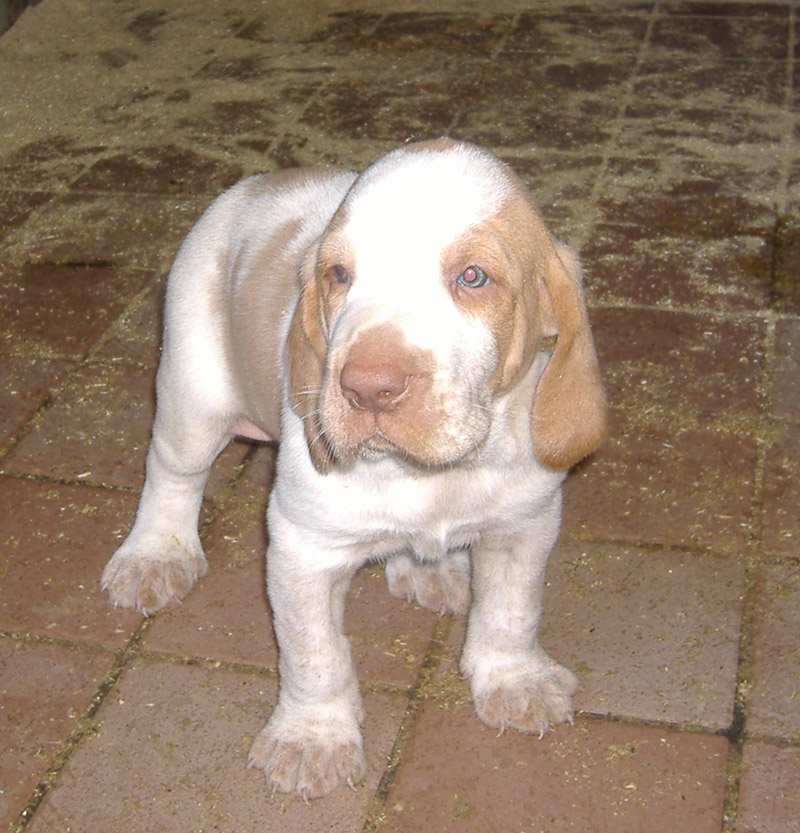
Bracco de color bianco-arancio
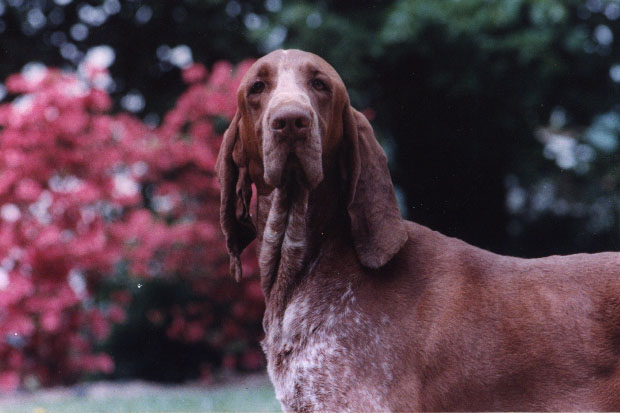
Frontal solemne típico